# Miguel Pedrero
Miguel Pedrero Gómez est un essayiste, journaliste et théoricien du complot espagnol. 

## Biographie
Il a travaillé comme journaliste indépendant durant plus de 10 ans pour divers médias écrits. Il est actuellement rédacteur pour la revue Año/Cero, reporter pour le programme Milenio, sur Radio Galega. Ses articles furent aussi publiés dans les revues Enigmas del hombre y del universo et Más allá de la Ciencia.
Il a également travaillé pour différentes émissions de radio comme Radio Voz ou Radio España, en plus de participer à la réalisation de plusieurs documentaires pour la télévision. 

## Œuvres
- Contacto (Edaf), 2004
- Corrupción, las cloacas del poder: Estrategias y mentiras de la política mundial (Investigación Abierta) (Nowtilus), 2004
- Con José Lesta, Franco Top Secret (Temas de Hoy), 2005
- Con José Lesta, Un druida en Compostela: el camino hereje de Santiago (Espejo de Tinta), 2005
- Con José Lesta, Claves Ocultas Del Poder Mundial (Mágico Y Heterodoxo): Club Bilderberg, Masonería, Bin Laden, Fidel Castro, CIA, ETA... (Edaf), 2006
- La Conspiración del Mesías (Ediciones Cydonia), 2007
- Los auténticos Expedientes X (América Ibérica), 2008
- El Enigma Nazi (Edaf), 2009
- Con José Lesta, La tumba del último druida (Ediciones Cydonia), 2010
- El universo no es plano (Palmyra), 2012
- Con Varios autores, Hay otros mundos, pero están en este (Ediciones Cydonia), 2013
- Los 20 mejores expedientes X españoles (Ediciones Cydonia), 2013
- Conocimiento Prohibido (Ediciones Cydonia), 2014
- Con Carlos G. Fernández, Nos vemos en el cielo (La esfera de los libros), 2015
- Proyecto Anticristo (Ediciones Cydonia), 2016
- Dios Existe (Editorial Luciérnaga), 2017
- OVNIS, Mensajeros de la conciencia global (Ediciones Cydonia), 2020